# Ivan Bratt
Ivan Bratt (ur. 24 września 1878, zm. 25 stycznia 1956) – szwedzki lekarz i polityk, autor systemu indywidualnej kontroli spożycia alkoholu za pomocą motboków.